# گوردخمه‌های تخت طاووس (۱)
گور دخمه‌های تخت طاووس (۱) مربوط به دوره ساسانیان است و در شهرستان مرودشت، بخش سیدان، دامنه غربی کوه رحمت واقع شده و این اثر در تاریخ ۲۲ مرداد ۱۳۸۴ با شمارهٔ ثبت ۱۳۳۳۲ به‌عنوان یکی از آثار ملی ایران به ثبت رسیده است.